# Playa del Charco
La playa del Charco es una playa que se ubica en el término municipal de Almería, posee una longitud de 1,73 km y anchura media de 70 m, llegando a alcanzar los 100.

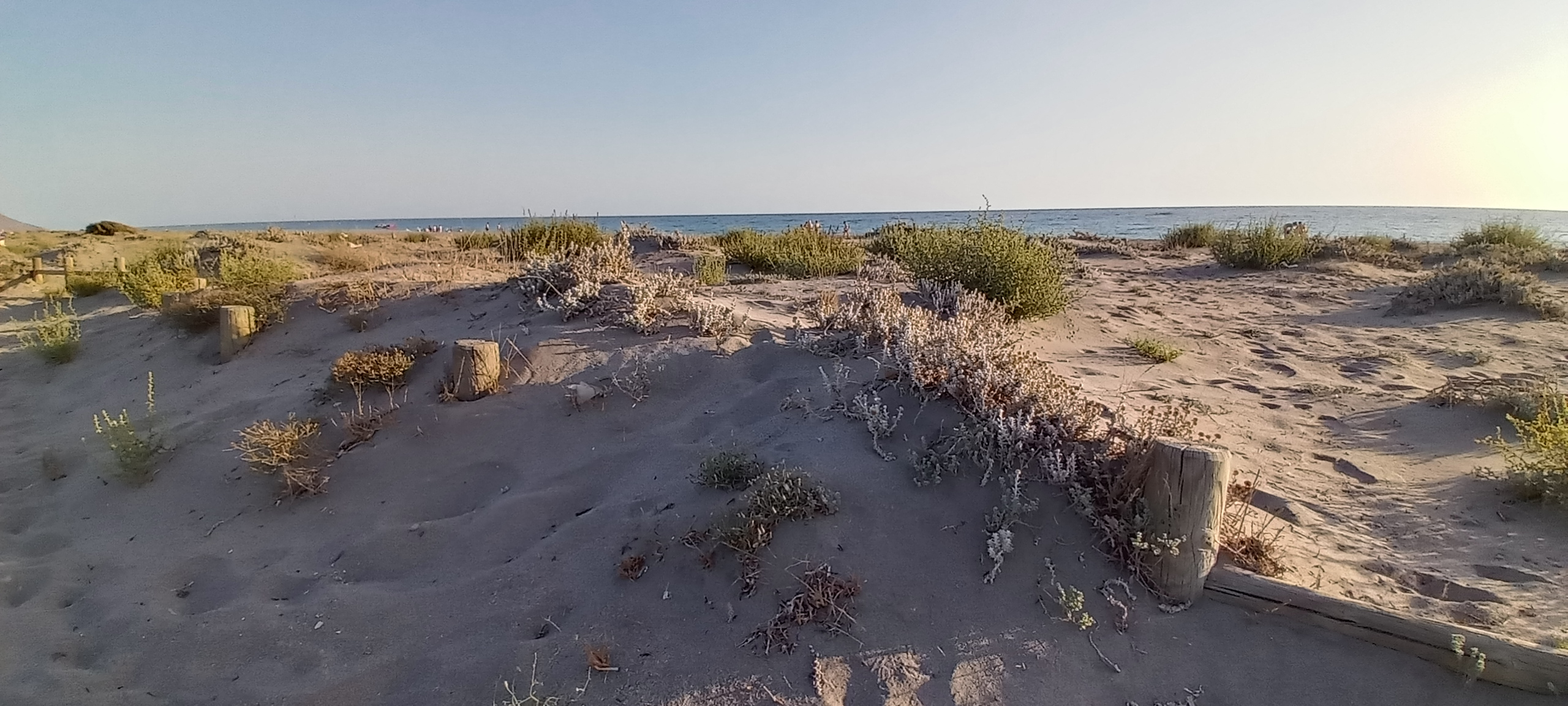
Dunas.

Entre la desembocadura de la rambla de Morales y San Miguel de Cabo de Gata, se extiende esta playa de arena gruesa y guijarros. Se encuentra protegida al estar dentro del parque natural del Cabo de Gata-Níjar. Su grado de ocupación es bajo. No cuenta con ningún tipo de servicio, a excepción de papeleras.
A ella se accede desde el pueblo por el camino que lo une con Retamar.
Playa catalogada como Zona B3 en el PORN de 2008.